# NGC 1682
NGC 1682 é uma galáxia elíptica (E-S0) localizada na direcção da constelação de Orion. Possui uma declinação de -03° 06' 19" e uma ascensão recta de 4 horas, 52 minutos e 19,7 segundos.
A galáxia NGC 1682 foi descoberta em 1 de Fevereiro de 1786 por William Herschel.